# Довићи
Довићи су насељено мјесто на подручју града Лакташи, Република Српска, БиХ. Према попису становништва из 1991. у насељу је живјело 310 становника.

## Географија
Довићи се налазе надомак Лакташа (4 км). Селом протиче ријека Турјаница, која извире испод планине Вучијак крај Прњавора. Цео овај крај града Лакташи, Довићи и околна села, назива се Жупа или крајишка Шумадија.

## Становништво
| Демографија | Демографија | Демографија |
| Година      | Становника  | Становника  |
| ----------- | ----------- | ----------- |
| 1948.       | 286         |             |
| 1953.       | 289         |             |
| 1961.       | 278         |             |
| 1971.       | 258         |             |
| 1981.       | 314         |             |
| 1991.       | 338         |             |